# Pennsylvaniai juhar
A pennsylvaniai juhar (Acer pensylvanicum) a szappanfavirágúak (Sapindales) rendjébe és a szappanfafélék (Sapindaceae) családjába tartozó faj. Az egyetlen olyan észak-amerikai faj, melynek két színnel mintázott a kérge.

## Elterjedése
Észak-Amerika keleti részén, nyirkos erdőkben honos.

## Leírása
Terebélyes, oszlopos 8 m magasra növő lombhullató fa. Kérge zöld, hosszanti irányban vörösbarnán és fehéren csíkozott. Idővel megszürkül. Levelei 15 cm hosszúak és szélesek. Háromkaréjúak, erősen fűrészesek, felszínük sötét sárgászöld, kopasz. karéjaik kihegyesedők. A fiatal levelek fonákján vörösbarna szőrök láthatók. Ősszel sárgára színeződnek. A virágai aprók, sárgászöldek, bókoló fürtökben tavasz végén a levelekkel együtt hozza. A termése ikerlependék, 2,5 cm-es termésszárnyakkal, kissé összehajlók.

## Képek

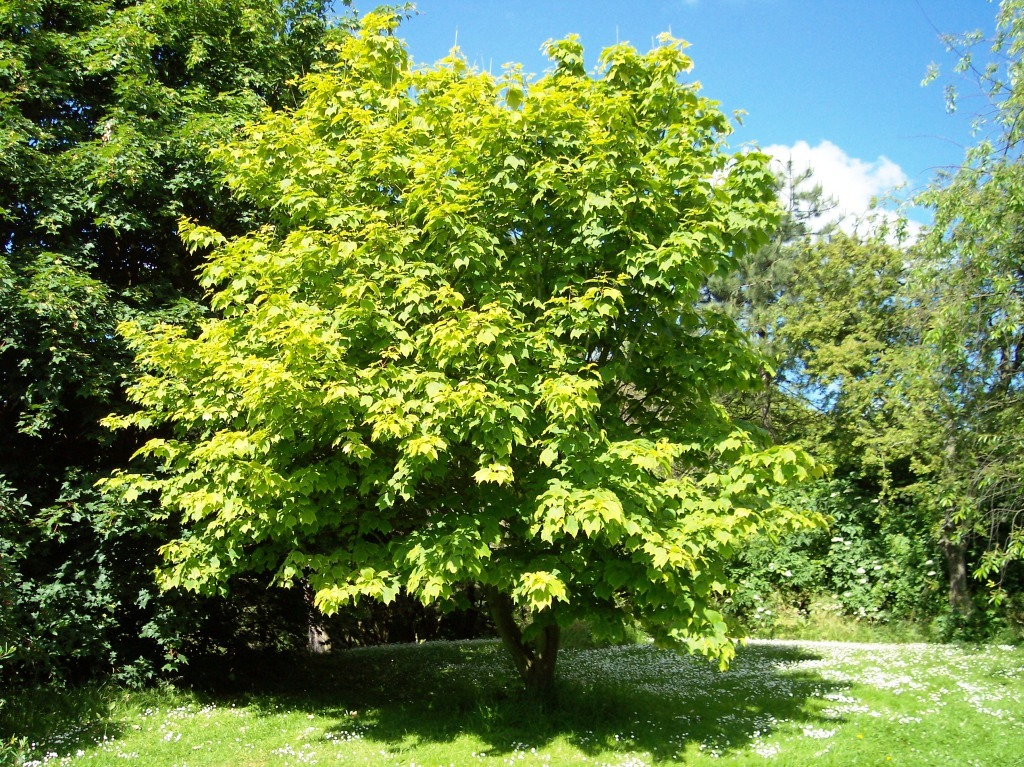
Habitusa
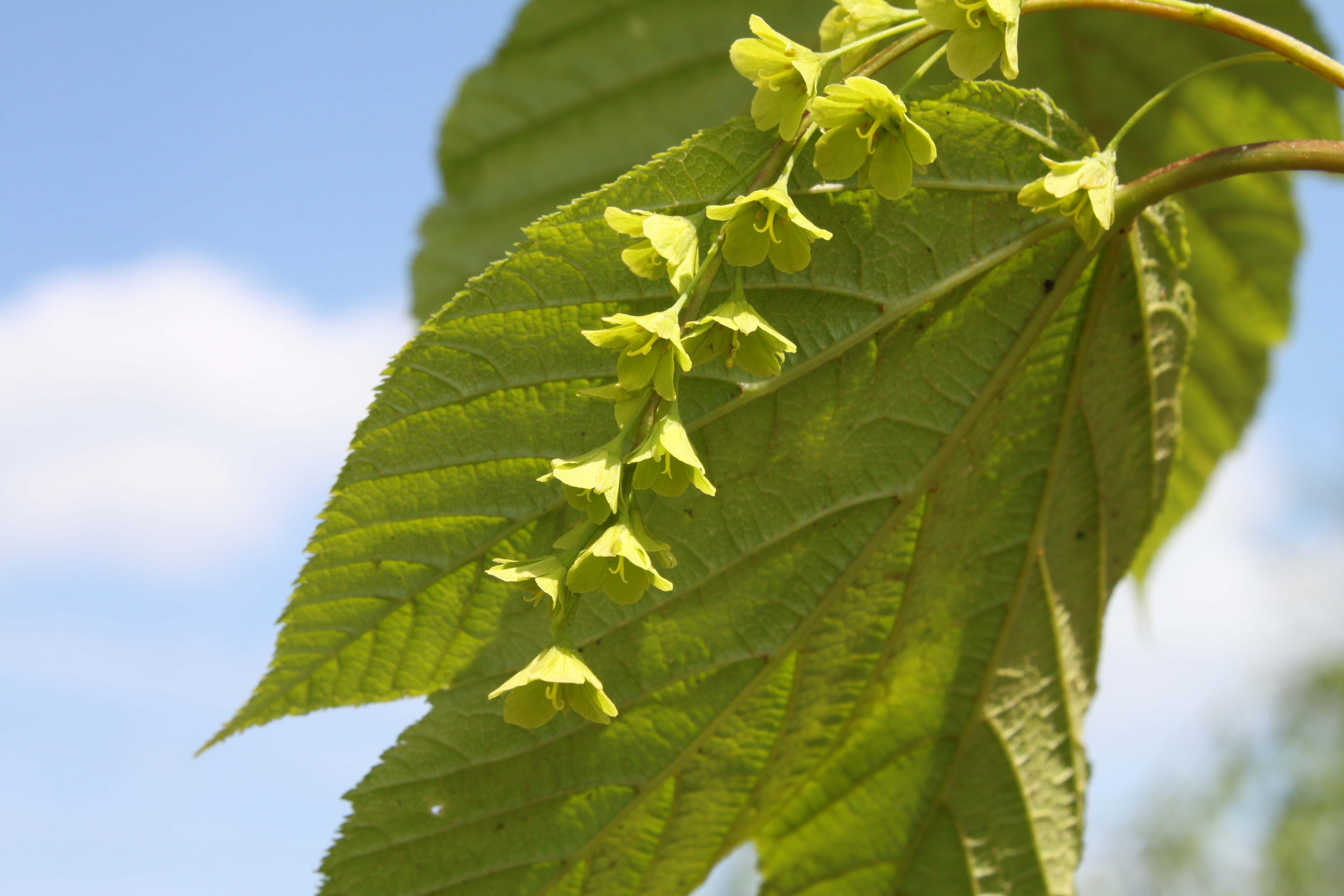
Virágzata
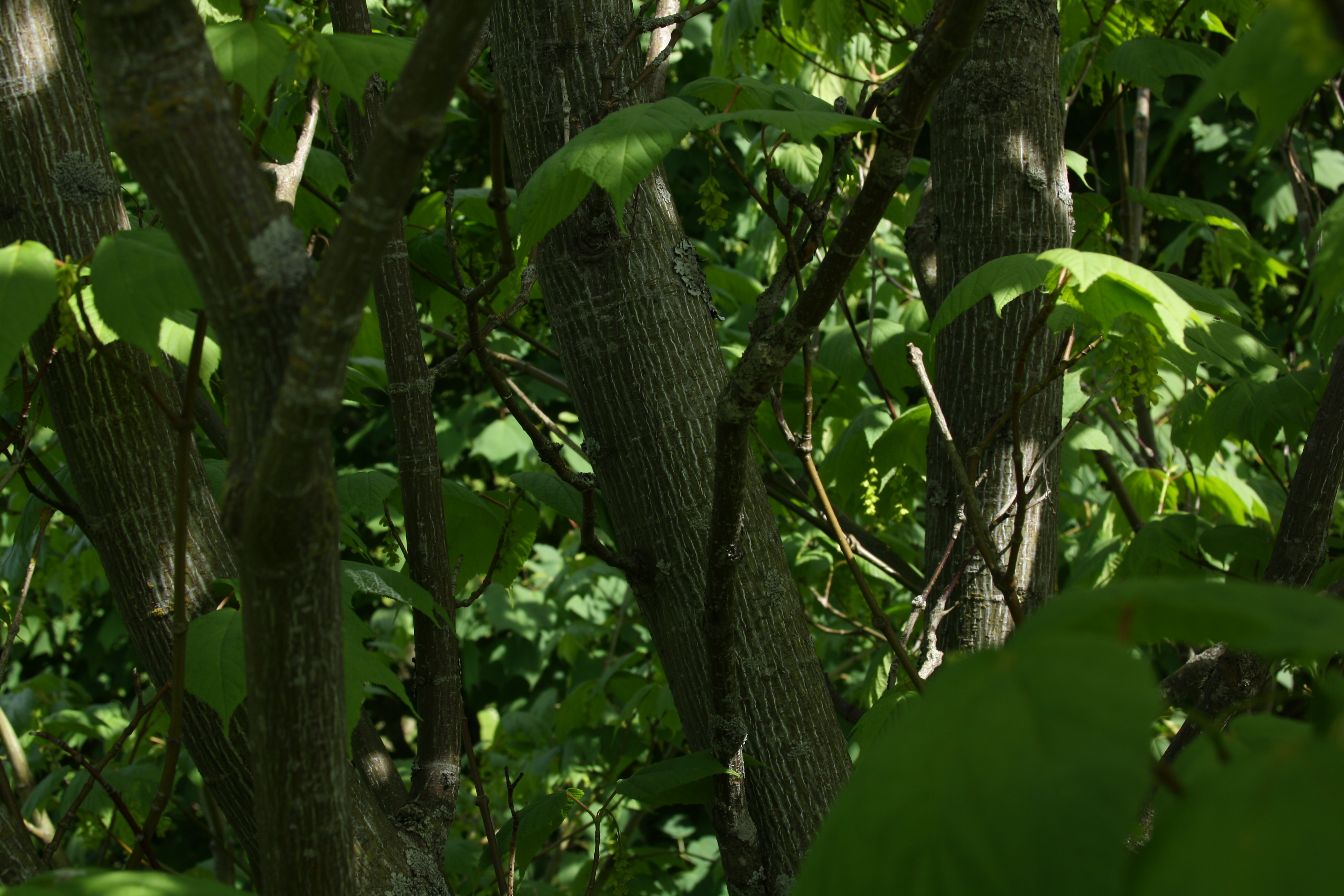
Kérge
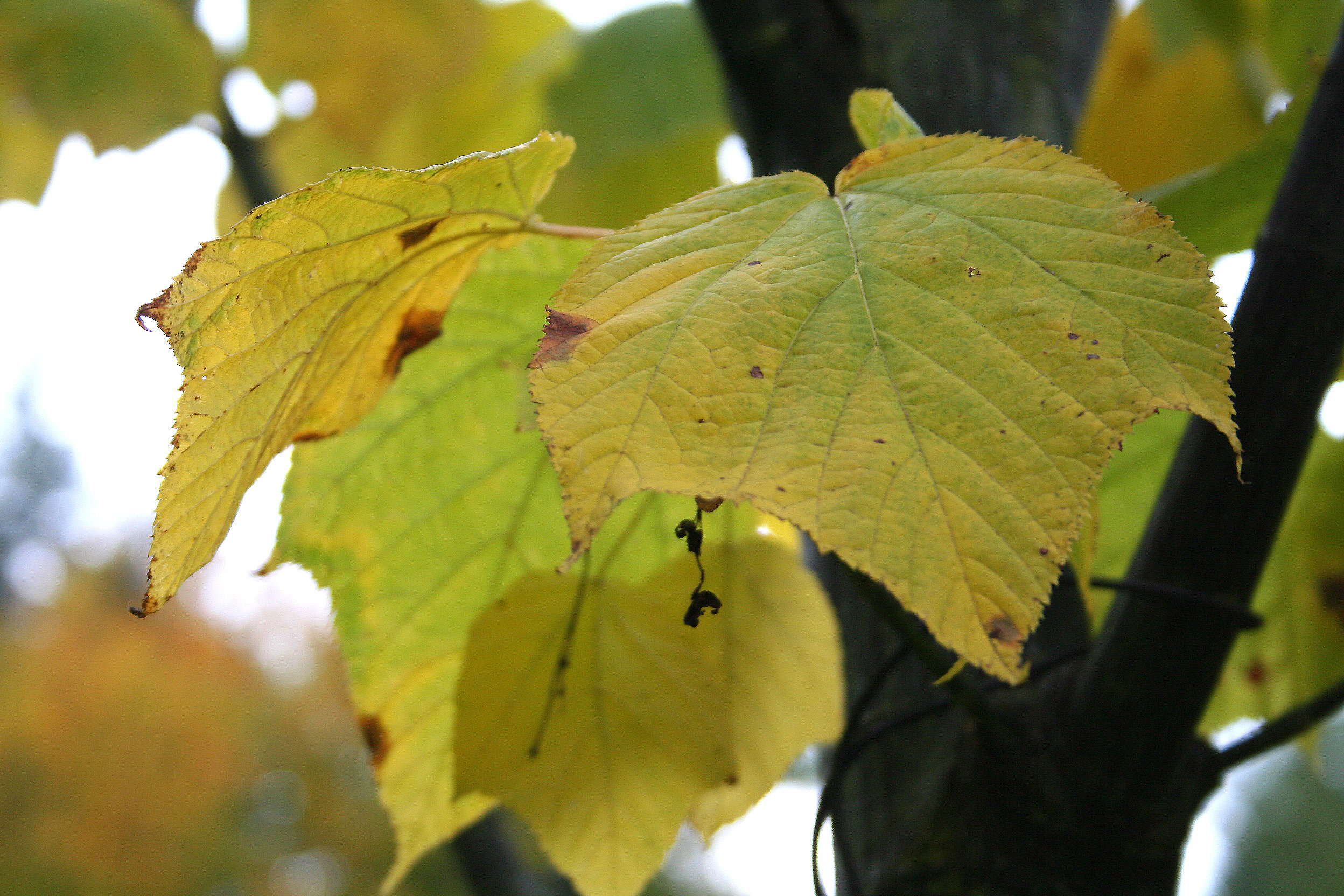
Őszi lombszíne